# Luís Cláudio Villafañe Gomes Santos
Luís Cláudio Villafañe Gomes Santos (Rio de Janeiro, 18 de setembro de 1960) é um historiador e diplomata brasileiro. É bacharel em Geografia pela Universidade de Brasília e em Diplomacia pelo Instituto Rio Branco. Possui pós-graduação em Ciência Política pela Universidade de Nova York e mestrado e doutorado em História pela Universidade de Brasília. Como diplomata, serviu no Escritório Financeiro do Itamaraty em Nova York e foi ministro-conselheiro nas Embaixadas do Brasil na Cidade do México, Washington, Montevidéu e Quito, e na Missão do Brasil junto à Comunidade dos Países de Língua Portuguesa (CPLP), em Lisboa. Desde 16 de fevereiro de 2017 é embaixador do Brasil na Nicarágua.
Villafañe já publicou diversos livros sobre a história da diplomacia brasileira, além de diversos artigos acadêmicos sobre este assunto. Em setembro de 2018, lançou pela Companhia das Letras o livro Juca Paranhos, o Barão do Rio Branco, sobre o patrono da diplomacia brasileira, que foi objeto de mais de dez anos de pesquisa do autor. Por este livro, Villafañe ganhou o Prêmio APCA de Literatura em 2018 na categoria "Biografia / Autobiografia / Memória".